# Jules Anspach

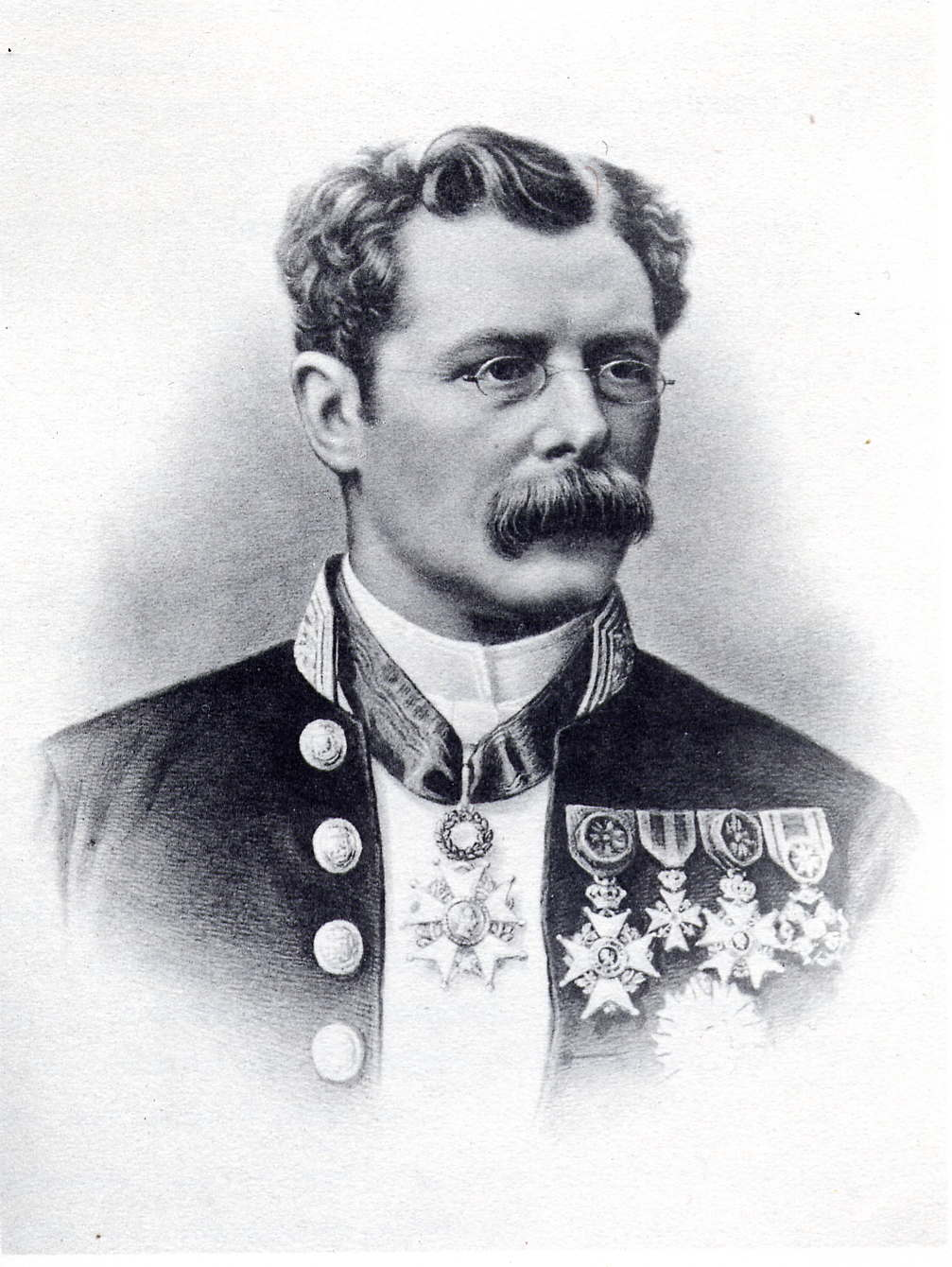
Jules Anspach

Jules Anspach (* 1829 vermutlich in Brüssel; † 1879) war ein belgischer Jurist, Bürgermeister von Brüssel und Mitglied des belgischen Repräsentantenhauses. Anspach hat das Gesicht der Innenstadt Brüssels maßgeblich durch seine umfassenden städtebaulichen Maßnahmen geprägt.

## Leben
Anspach wurde in eine Brüsseler calvinistische Familie geboren, die aus Genf nach Belgien eingewandert war. Sein Vater François Anspach († 1858) war Mitglied des belgischen Repräsentantenhauses. Jules Anspach studierte Jura an der Universität Brüssel und schloss das Studium mit der Promotion ab. Wie viele liberale belgische Politiker der Zeit war Anspach Freimaurer.
Anspach gelang ein schneller Aufstieg in der Brüsseler Stadtverwaltung, bereits mit 34 Jahren wurde er Oberbürgermeister, ein Amt, das er bis zu seinem Tod innehatte.  Er war maßgeblich an der städtebauliche Umgestaltung Brüssels im Stil des Historismus beteiligt, vergleichbar den zur gleichen Zeit durchgeführten Baumaßnahmen von Baron Haussmann in Paris.
Nach Anspach ist der  Boulevard Anspach, eine der Hauptachsen der Brüsseler Innenstadt, benannt.